# Ratpenat orellut meridional
El ratpenat orellut meridional o ratpenat gris (Plecotus austriacus) és un dels ratpenats més fàcils d'identificar, gràcies al gran desenvolupament de les seves orelles.

## Descripció
Les orelles, plegades endavant, sobrepassen en més d'un centímetre i mig l'extrem del musell. El tragus també és molt llarg, amb una amplada màxima de 6 mm i té forma de llanceta. Els pavellons de l'orella són fins i es toquen a nivell de la base, sobre el front. En posició de dormir queden plegats enrere sobre el cos i el tragus penja.
Pelatge llarg i de color gris, més clar pel ventre que pel dors. El musell, les orelles i el patagi són de color gris fosc i també presenta una màscara de color gris més fosc al voltant dels ulls. El tragus és del mateix color que el pavelló de l'orella.
Dimensions corporals: cap + cos (41 - 60 mm), cua (37 - 55 mm), avantbraç (36 - 44 mm) i envergadura (255 - 292 mm).
Pes: 5–13 g.

## Hàbitat
Regions arbrades i àrees obertes, no gaire allunyades dels llocs habitats. Evita els boscos extensos.
De caràcter antropòfil, és fàcil trobar-lo a les esquerdes dels murs, en cases abandonades i als campanars de les esglésies. Durant l'hivern es refugia en cavitats subterrànies, mai gaire allunyades dels seus refugis estivals.

## Distribució
Es troba per tot l'Europa central i meridional, incloses les illes mediterrànies. A les Illes Balears es troba a Eivissa, Menorca i Mallorca, on és especialment abundant a la Marina de Llucmajor

## Costums
Surt a caçar quan ja és de nit, amb un vol lent i oscil·lant, entre els 2 i els 5 m d'alçada, molt hàbil en espais reduïts.
Pot compartir el refugi amb el ratpenat de musell llarg i amb el ratpenat de ferradura petit.

## Subespècies
- P. austriacus austriacus, Fischer (1829).
- P. austriacus ariel, Thomas (1911).
- P. austriacus christii, Gray (1838).
- P. austriacus turkmenicus, Strelkov (1988).
- P. austriacus wardi, Thomas (1911).

## Espècies semblants
- Plecotus austriacus macrobullaris (Kuziakin, 1965) va esser anomenada Plecotus macrobullaris, espècie, el 2001 i formalment el 2003.[3]

- El ratpenat orellut septentrional té el tragus de color més clar que el pavelló de l'orella i amb una amplada màxima de 5 mm.